# Cozy Little Christmas
«Cozy Little Christmas» — різдвяна пісня американської поп-співачки Кеті Перрі, записана ексклюзивно для сервісу «Amazon Music».

## Чарти
| Чарт (2018)                                    | Позиція |
| ---------------------------------------------- | ------- |
| США Bubbling Under Hot 100 Singles (Billboard) | 8       |
| США (Adult Contemporary) (Billboard)           | 2       |
| США Holiday 100 (Billboard)                    | 43      |